# Prudential Tower

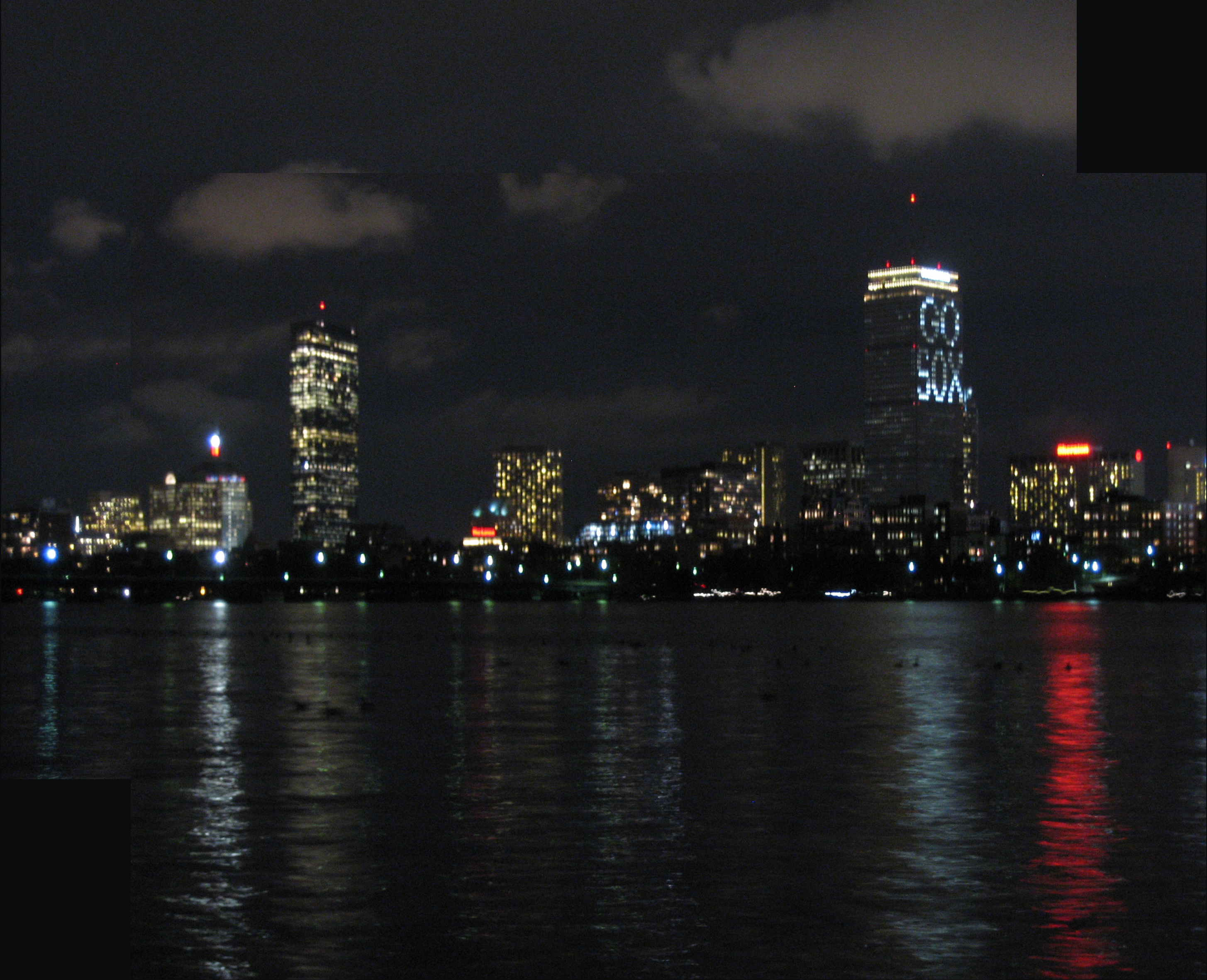
Il Prudential Tower mostra la "GO SOX" un modello di illuminazione a sostegno dei Boston Red Sox

La Prudential Tower o grattacielo Prudential o confidenzialmente il Pru (The Pru), è un grattacielo di Boston in Massachusetts. Il Prudential Center è attualmente di proprietà di Boston Properties, l'edificio è uno dei numerosi Centri di Prudential costruiti in tutti gli Stati Uniti, essa ed è la seconda costruzione per altezza della città dopo la John Hancock Tower.
Costruito nel 1964 è alto 228 m ed ha 52 piani.
In occasioni speciali o per eventi di beneficenza mostra un'illuminazione in grado di supportare quasi tutti i colori, tra cui giallo, rosso, rosa, blu, verde, arancio, oro, viola e marrone.